# Prionispa
Prionispa là một chi bọ cánh cứng trong họ Chrysomelidae.
Chi này được miêu tả khoa học năm 1875 bởi Chapuis.

## Các loài
Các loài trong chi này gồm:
- Prionispa bakeri (Gestro, 1917)
- Prionispa champaka (Maulik, 1919)
- Prionispa cheni (Staines, 1932)
- Prionispa clavata (Yu, 1992)
- Prionispa crassicornis (Gestro, 1909)
- Prionispa cuneata (Uhmann, 1954)
- Prionispa dentata (Pic, 1938)
- Prionispa distincta (Gestro, 1897)
- Prionispa fulva (L. Medvedev, 1995)
- Prionispa fulvicollis (Guérin-Méneville, 1830)
- Prionispa gemmata (Baly, 1876)
- Prionispa heruka (Würmli, 1976)
- Prionispa himalayensis (Maulik, 1915)
- Prionispa inermis Gestro, 1899
- Prionispa laeta L. Medvedev, 1990
- Prionispa longicornis (Gestro, 1906)
- Prionispa lucida (Gestro, 1917)
- Prionispa mauliki (Uhmann, 1932)
- Prionispa opacipennis (Chen & Yu, 1962)
- Prionispa papuana Gressitt, 1963
- Prionispa patra (Maulik, 1919)
- Prionispa pulchra Gorham, 1892
- Prionispa sinica (Gressitt, 1950)
- Prionispa sonata (Maulik, 1919)
- Prionispa subopaca (Chapuis, 1875)
- Prionispa tenuicornis (Gestro, 1909)
- Prionispa tuberculata Pic, 1926
- Prionispa vethi (Gestro, 1906)